# Loes Meeuwisse
G.L. (Loes) Meeuwisse (14 februari 1959) is een Nederlandse bestuurster en VVD-politica. Sinds 18 december 2019 is zij burgemeester van Noord-Beveland.

## Biografie
Meeuwisse studeerde maatschappijgeschiedenis aan de Erasmus Universiteit Rotterdam en werkte tot 2010 als ambtenaar bij diverse gemeenten waarvan laatstelijk als hoofd Grondbedrijf bij de gemeente Dordrecht. Vanaf 2010 was Meeuwisse wethouder van Goes. Laatstelijk had zij in haar portefeuille Financiën, Verkeer en Vervoer, Binnenstad, Openbare werken, Recreatie en Toerisme, Cultuur, Communicatie en Citymarketing.
Op 24 oktober 2019 werd Meeuwisse door de gemeenteraad van Noord-Beveland voorgedragen als nieuwe burgemeester. Op 29 november 2019 werd bekendgemaakt dat de minister van Binnenlandse Zaken en Koninkrijksrelaties de voordracht heeft overgenomen en haar bij koninklijk besluit liet benoemen met ingang van 18 december 2019.
Meeuwisse is gehuwd, heeft twee zoons en was van 1998 tot haar burgemeesterschap woonachtig in 's-Heer Hendrikskinderen.